# Wyndham Lewis

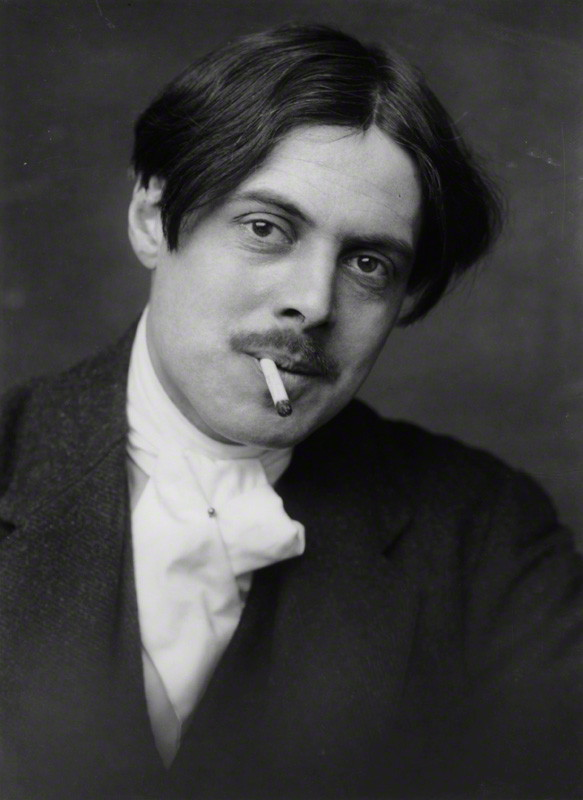
Wyndham Lewis door George Charles Beresford, 1913, National Portrait Gallery, Londen

Percy Wyndham Lewis (op zee, voor Nova Scotia, 18 november 1882 – Londen, 7 maart 1957) was een Brits schrijver en kunstschilder, medeoprichter van het Vorticisme en uitgever van het tijdschrift Blast.

## Leven
Lewis werd geboren aan boord van het jacht van zijn ouders, voor de kust van Nova Scotia. Zijn vader was Amerikaans, zijn moeder Britse. Hij bezocht de Rugby School en later de Slade School of Fine Art in London, maar werd van beide opleidingen verwijderd. In 1912 reisde hij naar Europa en studeerde een tijdlang kunst te Parijs, waar hij vriendschap sloot met Ezra Pound. Uit deze vriendschap kwam in 1914 Blast voort, het tijdschrift voor Vorticisme. Vorticisme werd geïnspireerd door het kubisme, het futurisme en het imaginisme en kenmerkte zich met name in de schilderkunst door scherpe contouren en contrasterende kleuren. In de schrijfkunst verdedigde Lewis de ‘externe stijl’, een heldere, objectieve en vooral visuele verteltechniek, met vaak mechanische personages. Lewis zette zich fel af tegen het subjectieve van bijvoorbeeld D.H. Lawrence en tegen modernistische schrijvers als James Joyce en Gertrude Stein, mede vanuit een negativistische houding ten opzichte van seks en wantrouwen tegen het onderbewuste. Hij was een bewonderaar van Friedrich Nietzsche en Henri Bergson (die hij later overigens ook weer bekritiseerde).

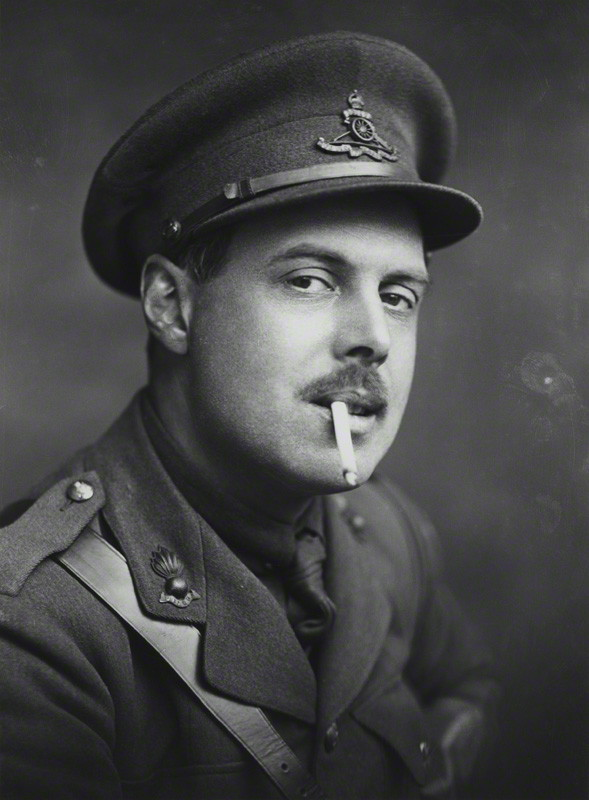
Portret van Lewis in dienst door George Charles Beresford, 1913, National Portrait Gallery, Londen

Rond 1930 nam Lewis een positieve houding aan ten opzichte van Mussolini en Hitler, en werd hem verweten dat hij flirtte met het fascisme. Later nam hij daar nadrukkelijk afstand van. Tijdens de Tweede Wereldoorlog verbleef hij in Amerika, om in 1945 weer terug te keren naar Engeland. In 1951 werd hij ziek, kreeg een tumor en werd blind. Uiteindelijk overleed hij in 1957, op 74-jarige leeftijd.

## Werk
Lewis’ eerste roman Tarr (1918) beschrijft het Franse bohemien-milieu en is, zoals de meeste van zijn romans, sterk essayistisch. Succes had hij later met The Apes of God (1930), een satire op het culturele leven van de jaren twintig. Bekendheid kreeg ook zijn trilogie The Human Age, bestaande uit de qua stijl verschillende romans The Childermass (1928), Monstre Gai (1955) en Malign Fiesta (1955), over de protagonist James Pullman, die in een wereld na de dood tot zelfkennis komt en tot een nieuw begrip van menselijkheid.
Als kunstschilder maakte Lewis tijdens zijn vroege Blast-periode vooral abstract-futuristische werken. In 1916 diende hij tijdens de Eerste Wereldoorlog en maakte kort daarna een aantal schilderijen over zijn frontervaringen. Nadat het zwaartepunt in de jaren twintig meer op zijn literaire werk kwam te liggen begon hij vanaf midden jaren dertig opnieuw intensief te schilderen. In zijn latere periode maakte hij vooral een aantal strak gelijnde portretten, onder andere van Edith Sitwell, T.S. Eliot en Ezra Pound.
Lewis bouwde ook een naam op als kunstcriticus, zowel over literatuur als beeldende kunst.

## Bibliografie

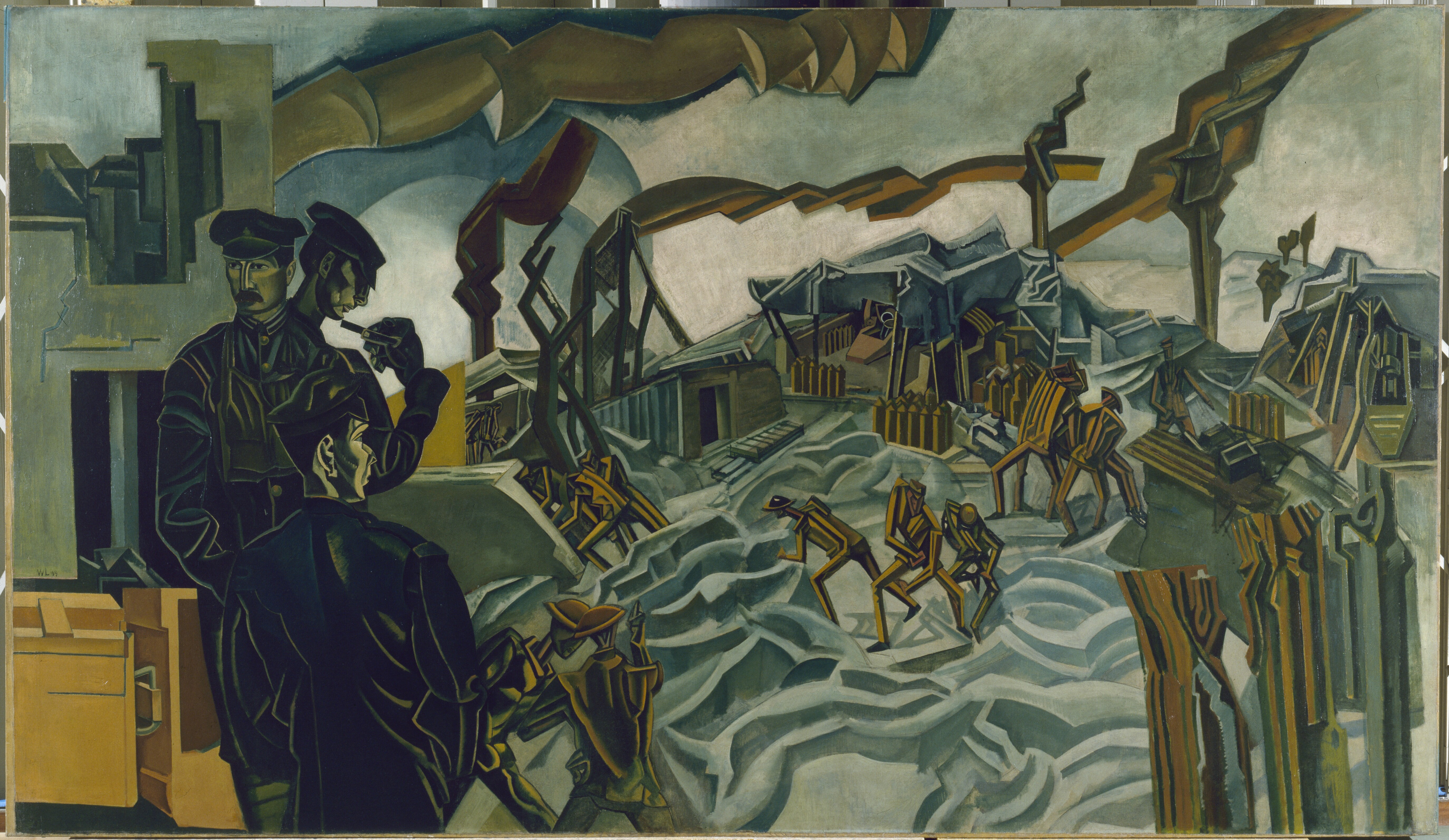
A Battery Shelled, 1919, Imperial War Museum, Londen